# Волошинів Павло Ількович
Павло Ількович Волошинів (Волошин) (нар. 20 червня 1858 — після 1925) — полковник Армії УНР, український військовий і громадсько-політичний діяч, член Українського військового клубу імені Полуботка.

## Життєпис
Закінчив Чугуївське піхотне юнкерське училище (1881), служив у 165-му піхотному Луцькому полку (Київ). Згодом — муштровий офіцер Чугуївського піхотного юнкерського училища. 
У 1917 році начальник штабу 25-ї ополченської запасної бригади у Києві. Останнє звання у російській армії — підполковник.
Один із перших організаторів українського військового руху в армії. 8 березня 1917 року обраний співголовою наради вояків-українців київської залоги, на якій було засновано Український військовий клуб імені гетьмана Павла Полуботка. 
У 1918–1919 рр. — працював у Головному управлінні Генерального штабу Української держави, згодом — Дієвої армії УНР. Станом на 12.11.1919 р. — помічник начальника залоги Кам'янця-Подільського. З 15.09.1920 р. — лектор Кам'янець-Подільської спільної юнацької школи.
До 1924 року проживав на еміграції в таборі в Каліші. Повернувся в Україну. Був арештований та розстріляний ОДПУ в Києві.